# Quivaca
La Quivaca es un ser o personaje de aspecto vacuno que forma parte del carnaval de Rabanera del Pinar (provincia de Burgos, comunidad autónoma de Castilla y León, España). La quivaca persigue a los vecinos que acuden al carnaval.
Es semejante a la tarasca de las localidades vecinas, como la de Hacinas y Cabezón de la Sierra, o a la vaca merina de Hortigüela.
- Datos: Q6095441